# 怀德镇 (富顺县)
怀德镇，是中华人民共和国四川省自贡市富顺县下辖的一个乡镇级行政单位。

## 行政区划
怀德镇下辖以下地区：
怀德社区、大城社区、安怀村、桥村、坝中村、界牌村、新田村、砖房村、青辉村、甘庙村、菜坳村、惠泉村、菊花村、司湾村和虎头村。